# Pârău Gruiului
Pârău Gruiului falu Romániában, Erdélyben, Fehér megyében.

## Fekvése
Zalatna közelében fekvő település.

## Története
Pârău Gruiului korábban Zalatna része volt, 1956 körül vált külön 146 lakossal.
1966-ban 154 román lakosa volt. 1966-ban 154 lakosából 135 román, 19 cigány volt. 1977-ben 115 román lakosa volt.
1992-ben 238 lakosából 150 román, 88 cigány, 2002-ben pedig 235 lakosából 216 román, 19 cigány volt.